# Relleus plaça Sant Salvador
Els Relleus plaça Sant Salvador és una obra amb elements gòtics i renaixentistes d'Horta de Sant Joan (Terra Alta) inclosa a l'Inventari del Patrimoni Arquitectònic de Catalunya.

## Descripció
Llosa de pedra en baix relleu rectangular que forma part de mur de cantonada de la façana de l'edifici situat a la plaça de Sant Joan d'Horta en cantonada amb el carrer Messeguer. Està situat més o menys a l'alçada de la planta primera. Sembla representar la imatge d'un Sant o Sant Joan d'Horta dins d'una capelleta en forma de púlpit. El púlpit consta d'una base on es deixa veure una forma semblant al cap d'un dimoni, dues columnes laterals quadrades estriades amb basa i capitell i sostre amb relleu de forma octogonal amb ornaments i amb la inscripció al front: MEIEHA YR" La figura del Sant està molt deteriorada, solament es poden veure els vestuaris amb els seus plecs. La figura està decapitada.